# 莫門斯鎮區 (伊利諾伊州坎卡基縣)
莫門斯鎮區（英語：Momence Township）是位於美國伊利諾伊州坎卡基縣的一個行政鎮區。

## 地方資料
根據2010年美國人口普查的數據，莫門斯鎮區的面積為111.20平方千米，當中陸地面積為109.90平方千米，而水域面積為1.30平方千米。當地共有人口3682人，而人口密度為每平方千米33.11人。